# Neunkirchen-Seelscheid
Neunkirchen-Seelscheid är en kommun i Rhein-Sieg-Kreis i Regierungsbezirk Köln i förbundslandet Nordrhein-Westfalen i Tyskland. Kommunen bildades 1 augusti 1969 genom en sammanslagning av kommunerna Neunkirchen och Seelscheid.